# Morphogramm
Ein Morphogramm ist eine aus dem Griechischen abgeleitete Wortbildung, die in sehr verschiedenen Zusammenhängen zur Bezeichnung kleinster darstellender Einheiten verwendet wird (morphé, "Gestalt", "Form"; grámma, "Schrift", "Darstellung").
- Eine spezielle Begriffsbildung der französischen Sprachwissenschaft, um Besonderheiten der französischen Sprache zu beschreiben. Die „Morphogramme“, „notations de morphèmes“, sind z. B. Endungen (wie das "s" des Plurals).
- Im Grenzbereich zwischen Philosophie und Mathematik ein von Gotthard Günther (1900–1984) eingeführter Begriff zur Beschreibung kleinster Aussageeinheiten (z. B. aab), die sich wiederum aus einer Folge von noch kleineren Kenogrammen ( a, b) zusammensetzen. Die Morphogrammatik ist Teil seiner „Polykontexturallogik“, in der es darum geht, die Reflexion auf Anderes und zugleich  auf sich selbst [Selbstreferentialität] formal widerspruchsfrei darstellen zu können. Gegenwärtig wird dieser Ansatz u. a. von Rudolf Kaehr in seinen Arbeiten zur Semiotik fortgeführt.
- In der bildenden Kunst u. a. eine Begriffsbildung von Nicolaus Schmidt (ab 1988) für einen Werkbereich von stark reduzierten anthropomorphen Zeichen (Zeichen nach Formen menschlicher Körper).
- In der Geographie ist ein Morphogramm eine schematische Darstellung der Verteilung von Land und Meer in Abhängigkeit von einer Koordinate. Beispielsweise gibt ein Längenmorphogramm darüber Auskunft, welcher Anteil eines geographischen Meridians über Land bzw. Meer verläuft.

Daneben wird der Begriff Morphogramm eher selten in der Geologie alternativ zu Histogramm gebraucht (ausgehend von Poser & Hövermann, 1951–52).